# Coupe Lester-Patrick
Pour le trophée de la Ligue nationale de hockey, voir Trophée Lester-Patrick.
La coupe Lester-Patrick (Lester Patrick Cup en anglais), est un trophée qui était remis au champion des séries éliminatoires de la Pacific Coast Hockey League de 1945 à 1952 puis à celui de la Western Hockey League de 1953 à 1974.
Nommée coupe Phil-Henderson à l'origine, la coupe a été remise pour la première fois en 1945 aux Ironmen de Seattle. Suivant l'intégration d'équipes provenant de la Western Canada Senior Hockey League en 1951, elle est renommée President's Cup ou Coupe du président. La saison suivante, la PCHL devient la Western Hockey League. Le premier champion de WHL à recevoir la coupe fut les Flyers d'Edmonton.
En 1960, elle change de nom une nouvelle fois pour devenir la coupe Lester-Patrick, en l'honneur de Lester Patrick, pionnier du hockey sur glace professionnel dans l'Ouest canadien et légende de ce sport, qui venait de mourir le 1er juin de cette même année.
À la suite des expansions de la Ligue nationale de hockey et la naissance de l'Association mondiale de hockey qui s'installent dans ses marchés traditionnels, la ligue décide de suspendre ses activités au terme de la saison 1973-1974. La dernière équipe à remporter la coupe fut les Roadrunners de Phoenix.
Au total, la coupe a été remportée par 17 équipes, 8 canadiennes et 7 américaines, au cours de 30 saisons jouées. Avec six titres, les Canucks de Vancouver est celle qui l'a gagnée le plus de fois.
Depuis, la Coupe Lester Patrick est exposée au Temple de la renommée du hockey à Toronto.

## Liste des vainqueurs

### Champions de laPacific Coast Hockey League
- 1944-1945 - Ironmen de Seattle
- 1945-1946 - Canucks de Vancouver
- 1946-1947 - Monarchs de Los Angeles
- 1947-1948 - Canucks de Vancouver
- 1948-1949 - Skyhawks de San Diego
- 1949-1950 - Royals de New Westminster
- 1950-1951 - Cougars de Victoria
- 1951-1952 - Quakers de Saskatoon

### Champions de laWestern Hockey League
- 1952-1953 - Flyers d'Edmonton
- 1953-1954 - Stampeders de Calgary
- 1954-1955 - Flyers d'Edmonton
- 1955-1956 - Warriors de Winnipeg
- 1956-1957 - Regals de Brandon
- 1957-1958 - Canucks de Vancouver
- 1958-1959 - Totems de Seattle
- 1959-1960 - Canucks de Vancouver
- 1960-1961 - Buckaroos de Portland
- 1961-1962 - Flyers d'Edmonton
- 1962-1963 - Seals de San Francisco
- 1963-1964 - Seals de San Francisco
- 1964-1965 - Buckaroos de Portland
- 1965-1966 - Maple Leafs de Victoria
- 1966-1967 - Totems de Seattle
- 1967-1968 - Totems de Seattle
- 1968-1969 - Canucks de Vancouver
- 1969-1970 - Canucks de Vancouver
- 1970-1971 - Buckaroos de Portland
- 1971-1972 - Spurs de Denver
- 1972-1973 - Roadrunners de Phoenix
- 1973-1974 - Roadrunners de Phoenix